# Leucania ossicolor
Leucania ossicolor är en fjärilsart som beskrevs av W. Warren 1912. Leucania ossicolor ingår i släktet Leucania och familjen nattflyn. Inga underarter finns listade i Catalogue of Life.